# Element (Mathematik)
Ein Element (von lateinisch elementum, Lehnübersetzung von griechisch stoīcheĩa bzw. stoichẹjon„Reihenglied, Grundbestandteil“) in der Mathematik ist immer im Rahmen der Mengenlehre oder Klassenlogik zu verstehen.
Die grundlegende Relation, wenn x ein Element ist und M eine Menge oder Klasse ist, lautet:
„x ist Element von M“ oder mit Hilfe des Elementzeichens „x ∈ M“.
Die Mengendefinition von Georg Cantor beschreibt anschaulich, was unter einem Element im Zusammenhang mit einer Menge zu verstehen ist: 
„Unter einer ‚Menge‘ verstehen wir jede Zusammenfassung M von bestimmten wohlunterschiedenen Objekten m unserer Anschauung oder unseres Denkens (welche die ‚Elemente‘ von M genannt werden) zu einem Ganzen.“
Diese anschauliche Mengenauffassung der naiven Mengenlehre erwies sich als nicht widerspruchsfrei.
Heute wird daher eine axiomatische Mengenlehre benutzt, meist die Zermelo-Fraenkel-Mengenlehre, teilweise auch eine allgemeinere Klassenlogik.

## Beispiele

### Einfache Beispiele
Beispiele von Elementen lassen sich offensichtlich nur mit Bezug auf die sie enthaltende Menge angeben.
In der Mathematik bieten Zahlenmengen geeignete Beispiele:
{\displaystyle 5\in \mathbb {N} }
5 ist ein Element der Menge der natürlichen Zahlen
{\displaystyle {3 \over 4}\in \mathbb {Q} }
3/4 ist ein Element der Menge der rationalen Zahlen
{\displaystyle {\sqrt {2}}\in \mathbb {R} }
die Quadratwurzel aus 2 ist ein Element der Menge der reellen Zahlen
{\displaystyle {\sqrt {2}}\notin \mathbb {Q} }
die Quadratwurzel aus 2 ist kein Element der Menge der rationalen Zahlen

### Spezielle Beispiele
In einigen Teildisziplinen der Mathematik treten bestimmte Typen von Elementen immer wieder auf.
Diese speziellen Elemente haben dann feste Namen.
In der Gruppentheorie treten spezielle Mengen auf, deren Elemente miteinander verknüpft werden.
Bei einer solchen Verknüpfung entsteht dann wieder ein Element der Menge.
Es muss aus Gründen der Definition einer Gruppe immer ein spezielles Element geben, das bei Verknüpfung mit einem beliebigen anderen Element jenes nicht verändert.
Dieses spezielle Element wird als neutrales Element bezeichnet.
Daneben muss aufgrund der Definition der Gruppe auch zu jedem Element der Gruppe ein Gegenstück existieren, welches unter Verknüpfung gerade das neutrale Element ergibt.
Dieses Gegenstück wird als inverses Element (zu einem gegebenen Element) bezeichnet.
Innerhalb der ganzen Zahlen ist die Null ein neutrales Element bezüglich der Addition. Wenn man zu einer beliebigen Zahl {\displaystyle x} null addiert, erhält man wiederum {\displaystyle x}:
{\displaystyle {\begin{matrix}{x+0=x}\end{matrix}}}
Und entsprechend ist zu einer ganzen Zahl {\displaystyle x} die Zahl {\displaystyle -x} das inverse Element:
{\displaystyle {\begin{matrix}{x+\left(-x\right)=0}\end{matrix}}}
Innerhalb der reellen Zahlen ist die Zahl 1 das neutrale Element bezüglich der Multiplikation. Wenn man eine beliebige reelle Zahl {\displaystyle x} mit der 1 multipliziert, erhält man wiederum {\displaystyle x}:
{\displaystyle x\cdot 1=x}
Entsprechend ist zu einer von null verschiedenen reellen Zahl {\displaystyle x} der Kehrwert {\displaystyle {\tfrac {1}{x}}} das inverse Element der Multiplikation:
{\displaystyle x\cdot {1 \over x}=1}

### Kompliziertere Beispiele
Das Konzept des Elementes und der Menge kann auch komplizierter sein. So kann etwa eine Menge Elemente enthalten, die wiederum selbst Mengen sind. Man könnte beispielsweise eine Menge {\displaystyle T} definieren, die die schon genannten Mengen ({\displaystyle \mathbb {N} }: natürliche Zahlen, {\displaystyle \mathbb {Q} }: rationale Zahlen und {\displaystyle \mathbb {R} }: reelle Zahlen) als ihre drei Elemente enthält:
{\displaystyle T:=\{\mathbb {N} ,\mathbb {Q} ,\mathbb {R} \}}
Dann wäre {\displaystyle \mathbb {N} \in T} (die Menge der natürlichen Zahlen ist ein Element der Menge {\displaystyle T}). 
Tatsächlich werden im mengentheoretischen Aufbau der Mathematik auf diese Weise die natürlichen Zahlen formal definiert:
{\displaystyle {\begin{aligned}0&:=\emptyset \\1&:=\{\emptyset \}=\{0\}\\2&:=\{\emptyset ,\{\emptyset \}\}=\{0,1\}\\3&:=\{\emptyset ,\{\emptyset \},\{\emptyset ,\{\emptyset \}\}\}=\{0,1,2\}\\&\ \ \vdots \end{aligned}}}